# David Goggins
David Goggins (* 17. února 1975, Buffalo, New York, USA) je americký motivační řečník, ultramaratonový závodník a bývalý člen elitní jednotky Navy SEALs (speciální jednotka námořnictva Spojených států amerických). Dnes bývá označován jako „nejtvrdší muž na zemi“, který dokončil více než 70 ultramaratonových, triatlonových a ultracyklistických závodů. Některé z nich vyhrál. V roce 2013 překonal na třetí pokus tehdejší světový rekord v přítazích na hrazdě (4030 přítahů během 17 h.). Za své sportovní úspěchy byl v roce 2019 uveden do Mezinárodní sportovní síně slávy.
Měl nelehké dospívání, kdy se musel potýkat s násilným chováním od vlastního otce, rasismem, negramotností a později také obezitou. Jeho životní příběh je popsán v autobiografické knize Can't Hurt Me (vydáno 2019). Kniha se stala s více než 3 miliony prodaných kusů bestsellerem New York Times. V roce 2022 bylo vydáno další pokračování Never finished.